# Venus descubre muerto a Adonis
Venus descubre muerto a Adonis es el título de una obra pictórica realizada en óleo sobre tela a mediados del siglo XVII. Sus dimensiones son de 184 x 238 cm. Se conserva en el Museo de Arte de Cleveland (Estados Unidos), donde se la cataloga como una obra anónima de la escuela italiana.

## Autoría
Esta obra fue adquirida por el Museo de Arte de Cleveland por la celebración de su 50 aniversario en 1965. En ese momento la obra estaba atribuida a José Ribera, pintor español radicado en la ciudad italiana de Nápoles. Sin embargo, una vez en el museo se ha cuestionado esta atribución y se han sugerido otros diversos pintores como posibles autores, entre los que están Luca Giordano, Mattia Preti y Francisco Pérez Sierra.
Por otra parte, entre los testimonios que relacionan este lienzo con José Ribera figura una fotografía de la obra que el marqués de Heliche mandó copiar en los muros de su casa, que compró en 1660 y que quedó destruida en 1936. Esta fotografía coincide con la iconografía de la  pintura del museo de Cleveland.
Se ha señalado que el tema de esta obra deriva de L'Adone, un poema de Giovanni Battista Marino. Esta circunstancia, junto con ciertas características específicas relacionadas con el uso de la luz y el color, apuntan a que esta pintura fue realizada en Nápoles a mediados del siglo XVII.

## Tema y descripción
Según el mito, Adonis, un joven famoso por su belleza, amado por la diosa Venus, murió al ser atacado por un jabalí que trataba de cazar. En el poema de Giovanni Battista Marino, Adonis muere en los brazos de Venus y su corazón es transformado en una flor roja (la anémona). Esta pintura, que está basada en el poema, muestra el momento en el que la diosa descubre el cuerpo inerte de su amante.
El cuerpo de Adonis está boca arriba, con una herida en el costado, sobre una túnica roja. En la parte inferior derecha aparece la cabeza de su perro. Venus, angustiada, se arranca rosas que lleva en su cabello y las arroja sobre el cuerpo de Adonis. En la parte superior izquierda aparecen dos palomas que están tirando del carro de Venus. Al fondo se distingue un paisaje y nubes de tormenta. La acción de Venus de arrojar flores sobre el cuerpo de su amante se ha relacionado con otro poema sobre Adonis, en este caso obra de Bion de Esmirna.
El hombre que aparece, consternado, en la parte derecha de la pintura, sería un pastor llamado Clitio que, según el poema de Marino, estaba encargado por Venus de vigilar a Adonis y fue el primero que acudió en su socorro. Por otra parte, se ha sugerido la posibilidad de que la efigie de este hombre sea un autorretrato del pintor.
Unos amorcillos tratan de sujetar con una cuerda al jabalí. Apenas se intuía la presencia del jabalí en la obra pero, en 2021, durante la aplicación de trabajos de restauración del cuadro, aparecieron representadas algunas partes del animal.

## Otras versiones

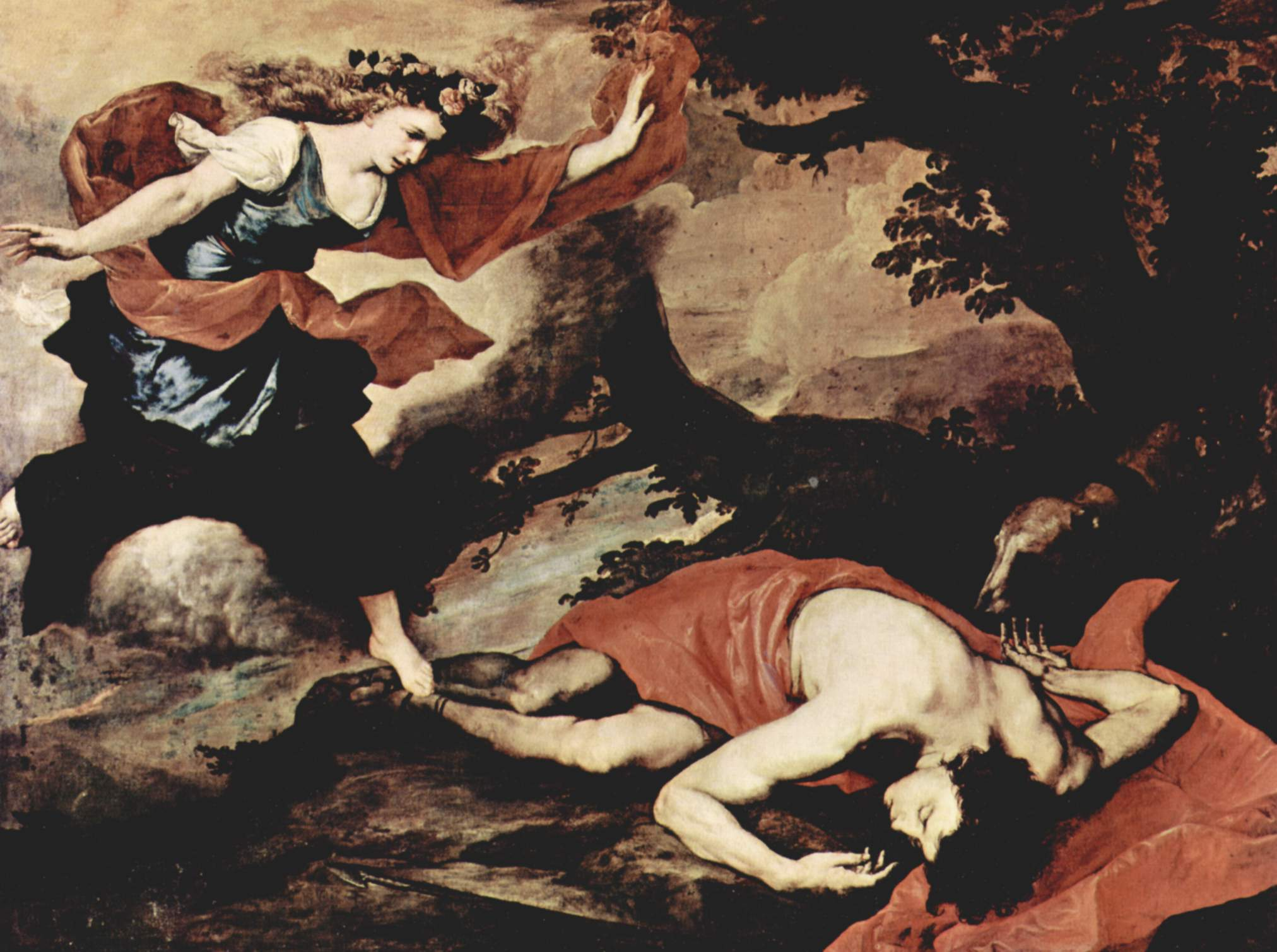
Versión de la Galería Nacional de Arte Antiguo de Roma.

Dentro del género mitológico, el tema de Venus descubriendo a Adonis muerto fue el más tratado por José Ribera, puesto que documentos antiguos atestiguan su presencia en varias colecciones españolas, incluida la colección real, aunque también se realizaron copias.
La versión que se conserva de esta obra, además de la de Cleveland, es la que con ciertas diferencias está en la Galería Nacional de Arte Antiguo del palacio Corsini de Roma. En este caso, la pintura se fecha en 1637 y se atribuye con seguridad a José Ribera, cuya firma aparece en el lienzo.